# Lactarius allochrous
Lactarius allochrous é um fungo que pertence ao gênero de cogumelos Lactarius na ordem Russulales. Encontrado na América do Norte, foi descrito cientificamente pelo micologista alemão Rolf Singer em 1948.